# Esferómetro

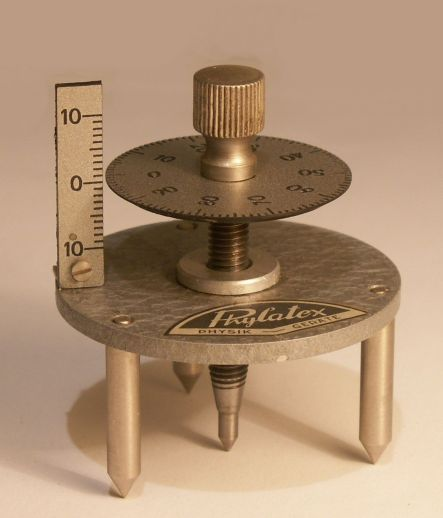
Esferómetro

El esferómetro es un instrumento de medida que está compuesto por un trípode, en cuyo centro se encuentra una tuerca sobre la que hay adosado un tornillo micrométrico.
En uno de los laterales del instrumento se dispone de una escala numerada que permite medir la variación del tornillo central con respecto al plano formado por los tres brazos del trípode. Sobre este tornillo central, se encuentra además una corona a la que se le han practicado una serie de divisiones, cuyo número puede variar entre distintos esferómetros y dependerá, generalmente, de su tamaño.
Gracias a estas dos escalas graduadas es posible realizar una medición acertada de la altura recorrida por el tornillo central.

## Usos
El esferómetro es un instrumento que resulta sumamente útil para determinar espesores de pequeños objetos y también para la determinación del radio de superficies esféricas tanto cóncavas como convexas, es por ello por lo que resulta muy práctico para medir los centros de las lentes o incluso, utilizando las expresiones adecuadas, la potencia de las mismas de un método rápido.

### Determinación del radio
El esferómetro como instrumento, sólo determina la distancia con la que se desplaza el tornillo central con respecto al plano formado por el trípode y no el radio de la superficie esférica que se esté midiendo directamente. Para ello, se hace el uso de una relación matemática.

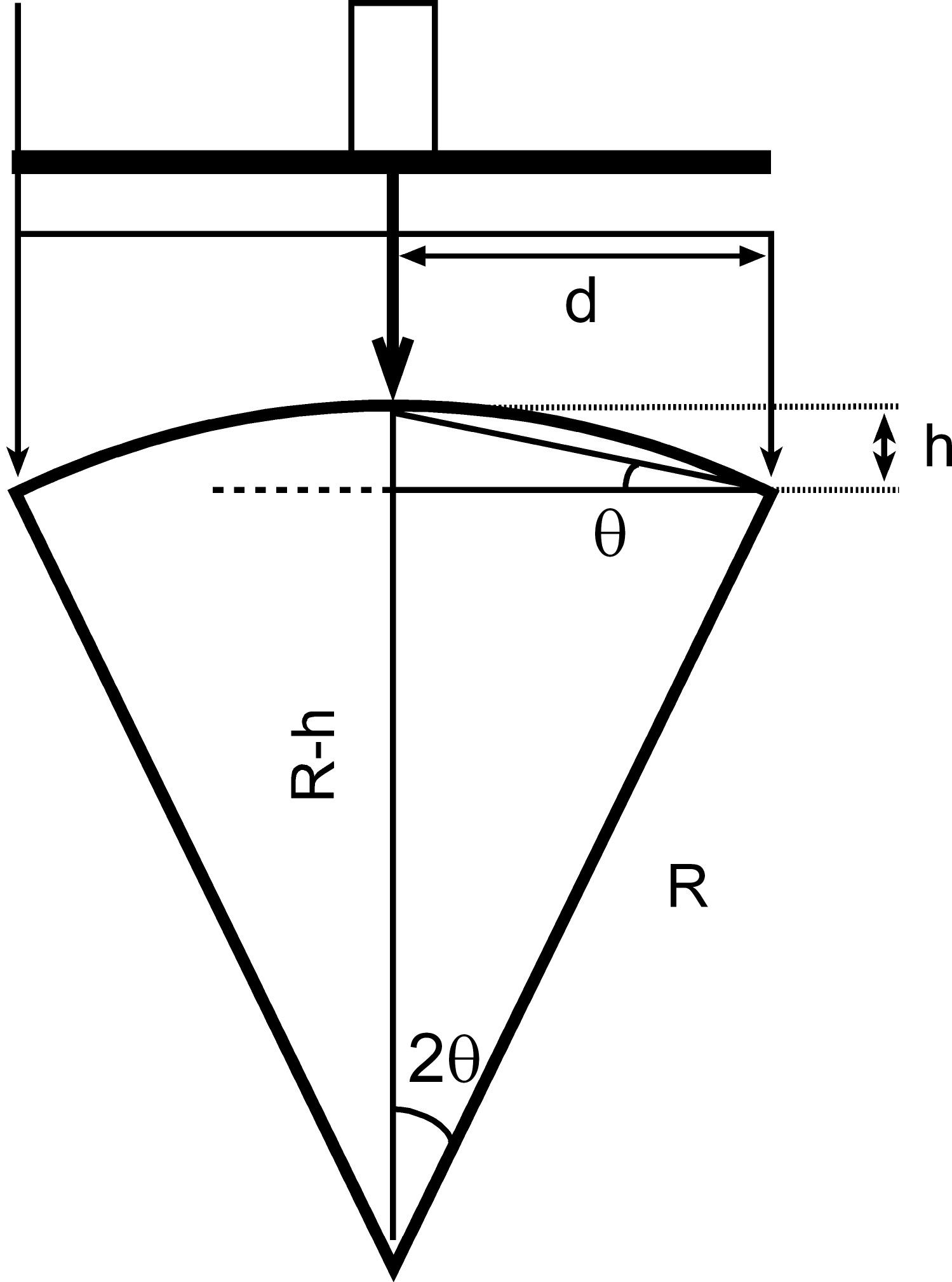

Atendiendo al esquema, se puede apreciar que la longitud que mide el instrumento es h mientras que d es la longitud que mide el brazo del trípode que es conocida o bien se puede determinar con cierta exactitud. El objetivo final es hallar el radio R. Visualizando el esquema y aplicando el teorema de Pitágoras obtenemos la relación:
{\displaystyle R^{2}=(R-h)^{2}+d^{2}}
Despejando R, se obtiene:
{\displaystyle R={\frac {1}{2}}\left(h+{\frac {d^{2}}{h}}\right)}
De este modo, utilizando la presente ecuación, se puede calcular el radio de la superficie esférica estudiada.